# Cobre (III)
El cobre (III) es un estado de oxidación poco frecuente en el que se encuentra el cobre en algunos compuestos. No existe como catión libre en solución, ni aun a pH muy ácidos, debido a su alto potencial oxidante.

## Compuestos
Se conocen muy pocos compuestos en los que el cobre se encuentra con estado de oxidación +3. Algunos de ellos son:
- Cu2O3, trióxido de dicobre.[1][2]
- Cs[CuF4], tetraflorocuprato(III) de cesio.[2]
- KCuO2, cuprato de potasio.[2]
- K7Cu(IO6)2, bis[hexaoxoyodato(VII)]cuprato(III) de heptapotasio.[2]